# Scheinia
Scheinia är ett släkte av skalbaggar. Scheinia ingår i familjen Cetoniidae.
Kladogram enligt Catalogue of Life:
| Scheinia | \| \| Scheinia castaneipennis \| \| \| \| \| \| Scheinia ruteri \| \| \| \| |
|          | \| \| Scheinia castaneipennis \| \| \| \| \| \| Scheinia ruteri \| \| \| \| |
|          | Scheinia castaneipennis                                                     |
|          |                                                                             |
|          | Scheinia ruteri                                                             |
|          |                                                                             |